# Autoroute A6 (Autriche)
Pour les articles homonymes, voir Autoroute A6 et Autoroute du Nord-Est.
L'autoroute autrichienne A6 (en allemand : Nordost Autobahn (A6) ou Autoroute du nord-est) est un axe autoroutier situé en Autriche, qui relie la Slovaquie à l'Autoroute autrichienne A4.